# 乌纳 (印度)
乌纳，是印度古吉拉特邦吉尔索姆纳特县的一个城镇。总人口51260（2001年）。

## 人口
该地2001年总人口51260人，其中男性26365人，女性24895人；0—6岁人口7226人，其中男3797人，女3429人；识字率66.82%，其中男性为74.30%，女性为58.91%。